# Connarus brachybotryosus
Connarus brachybotryosus là một loài thực vật có hoa trong họ Connaraceae. Loài này được Donn.Sm. mô tả khoa học đầu tiên năm 1914.